# Mala Črešnjevica
Mala Črešnjevica (régi magyar neve Cseresnó) falu Horvátországban Verőce-Drávamente megyében. Közigazgatásilag Pitomacsához tartozik.

## Fekvése
Verőcétől légvonalban 20, közúton 23 km-re északnyugatra, községközpontjától légvonalban 7, közúton 8 km-re délnyugatra, Nyugat-Szlavóniában, a Drávamenti-síkság szélén és a Bilo-hegység északkeleti lejtőin, a Črešnjevica- és Repušina-patakok partján a megyehatáron fekszik. Határa részben a hegység területére is kiterjed. A megye legnyugatibb települése.

## Története
A korabeli írásos dokumentumok szerint területén már a középkorban is éltek emberek. Így Mala Črešnjevica a község egyik legősibb településének számít. 1334-ben a zágrábi püspökség tizedjegyzékében említik Cseresnó település Szent Márton egyházát „Item ecclesia sancti Martini de Cheresnou” alakban. A plébánia még többször is (1231, 1347, 1479) szerepel a középkori forrásokban. 1501-ben Benedek nevű plébánosát említik („Benediotus plebanus de Ohresno”).
A török a 16. század közepén Verőce várának elfoglalása után szállta meg ezt a vidéket.
A lakosság nagyrészt a biztonságosabb Nyugat-Magyarországra menekült. Ezután a terület több mint száz évig pusztaság volt. Miután 1684-ben Verőcét felszabadították a török uralom alól a 17. század végén és a 18. század elején a török megszállás alatt maradt kelet-szlavóniai területekről sok pravoszláv vallású vlach határőrcsalád érkezett olyannyira, hogy akkoriban a településnek az okiratokban „pagus Valachorum” (azaz vlachok faluja) volt a neve. A pravoszlávok az itt talált romos gótikus Szent Márton templomot barokk stílusban újjáépítették és bővítették, majd 1763-ban új harangtornyot is építettek hozzá. 1772-ben megalapították a pravoszláv parókiát. (A parókia a hívek csekély száma miatt 1952-ben szűnt meg.)
1758-ban a szentgyörgyvári határőrezred alapításakor az ezred hatodik századának székhelye Pitomacsa lett. 12 település tartozott hozzá: Velika és Mala Črešnjevica, Sesvete Podravske, Suha Katalena, Kloštar Podravski, Kozarevac, Sedlarica, Grabrovnica, Otrovanec, Dinjevac, Kladare és Pitomacsa. Minden településen katonai őrállás volt a megfelelő személyzettel ellátva. Az első katonai felmérés térképén „Dorf Mala Czeressnijevicza” néven találjuk. Lipszky János 1808-ban Budán kiadott repertóriumában „Chresnyevicza (Mala)” néven szerepel. Nagy Lajos 1829-ben kiadott művében „Chresnyevicza (Mala)” néven 40 házzal, 40 katolikus és 172 ortodox vallású lakossal találjuk. 1871-ben megszüntették a katonai közigazgatást és Belovár-Kőrös vármegye Szentgyörgyvári járásának része lett. Ezen belül Kloštar Podravski községhez tartozott. A 19. század végén jelentősebb betelepülés hullám volt a faluban, mely a közeli szénbányák megnyitásával volt kapcsolatban. Ezek a bányák egészen az 1960-as évek elejéig működtek, 1965-ben végleg megszűntek. A lakosság összetétele is lényegesen megváltozott, mivel a betelepüléssel a magyarok és a horvátok kerültek többségbe.
A településnek 1857-ben 156, 1910-ben 460 lakosa volt. 1910-ben a népszámlálás adatai szerint lakosságának 45%-a magyar, 27%-a horvát, 22%-a szerb anyanyelvű volt. Az I. világháború után 1918-ban az új szerb-horvát-szlovén állam, majd később (1929-ben) Jugoszlávia része lett. A háború után a település a szocialista Jugoszláviához tartozott. Az új közigazgatási felosztásban előbb a szentgyörgyvári, majd 1955-től a verőcei járáshoz tartozott. 1959-ben bevezették az elektromos áramot. 1962-ben Szentgyörgyvár nagyközség része lett. 1968-ban megalakult az önkéntes tűzoltóegylet. 1972-ben vízvezetéket építettek majd a következő évben aszfaltozták az utakat. 1991-ben lakosságának 97%-a horvát nemzetiségű volt. 1993-tól újra Verőce-Drávamente megye része. 2011-ben a településnek 199 lakosa volt, ebben az évben új katolikus kápolna alapkövét rakták le.

## Lakossága
| Lakosság változása | Lakosság változása | Lakosság változása | Lakosság változása | Lakosság változása | Lakosság változása | Lakosság változása | Lakosság változása | Lakosság változása | Lakosság változása | Lakosság változása | Lakosság változása | Lakosság változása | Lakosság változása | Lakosság változása | Lakosság változása |
| ------------------ | ------------------ | ------------------ | ------------------ | ------------------ | ------------------ | ------------------ | ------------------ | ------------------ | ------------------ | ------------------ | ------------------ | ------------------ | ------------------ | ------------------ | ------------------ |
| 1857               | 1869               | 1880               | 1890               | 1900               | 1910               | 1921               | 1931               | 1948               | 1953               | 1961               | 1971               | 1981               | 1991               | 2001               | 2011               |
| 156                | 173                | 153                | 307                | 423                | 460                | 473                | 500                | 475                | 481                | 446                | 359                | 281                | 244                | 207                | 199                |

## Nevezetességei
- A 318 egyházatya[7] tiszteletére szentelt pravoszláv parochiális temploma középkori eredetű. A középkori gótikus Szent Márton templomot a török hódítás során lerombolták. A romokat a 17. század végén és a 18. század elején érkező pravoszlávok vették birtokba és barokk stílusban újjáépítették. Harangtornya 1763-ban épült. A templom aránylag jó állapotban állt az 1990-es évekig. A délszláv háború elején a templomot felrobbantották. A robbanás következtében láthatóvá váltak egyes, a barokk átépítéssel eltakart középkori gótikus részei. A faluban ma nem él számottevő pravoszláv vallású népesség. A templom ma is romos állapotban áll és állapota az idő haladtával egyre romlik.
- Cseresnyó várának csekély maradványai.

## Oktatás
A falu iskolája 1930-ban nyílt meg, első tanítója Albert Pepeonik volt. Az iskola ma a pitomacsai elemi iskola négyosztályos kihelyezett alsótagozataként működik.